# جام در جام اروپا ۸۲–۱۹۸۱
فصل ۸۲–۱۹۸۱، از مسابقات فوتبال جام برندگان جام اروپا، با برتری ۲ بر ۱ بارسلونا مقابل استاندارد لیژ در فینال این رقابت‌ها و در ورزشگاه نیوکمپ به پایان رسید.

## دور مقدماتی
| تیم ۱                 | نتیجه‌نهایی | تیم ۲                           | بازی رفت | بازی برگشت |
| --------------------- | ---------- | ------------------------------- | -------- | ---------- |
| Politehnica Timișoara | ۲–۵        | باشگاه فوتبال لوکوموتیو لایپزیگ | 2–0      | 0–5        |

## دور اول
| تیم ۱                                  | نتیجه‌نهایی                      | تیم ۲                           | بازی رفت | بازی برگشت      |
| -------------------------------------- | ------------------------------- | ------------------------------- | -------- | --------------- |
| باشگاه فوتبال فرم                      | 2–5                             | باشگاه فوتبال دانداک            | 2–1      | 0–4             |
| باشگاه فوتبال آژاکس آمستردام           | 1–6                             | باشگاه فوتبال تاتنهام هاتسپر    | 1–3      | 0–3             |
| باشگاه فوتبال زسکا روستوف-نا-دونو      | 5–0                             | باشگاه فوتبال آنکاراگوچو        | 3–0      | 2–0             |
| باشگاه فوتبال آینتراخت فرانکفورت       | 2-2 (ضربات پنالتی (فوتبال))     | باشگاه فوتبال پائوک             | 2–0      | 0–2 (وقت اضافه) |
| باشگاه فوتبال سوانزی سیتی              | 1–3                             | باشگاه فوتبال لوکوموتیو لایپزیگ | 0–1      | 1–2             |
| Jeunesse Esch                          | 2–7                             | Velež Mostar                    | 1–1      | 1–6             |
| دوکلا پراگ                             | 4–2                             | باشگاه فوتبال رنجرز             | 3–0      | 1–2             |
| باشگاه فوتبال بارسلونا                 | ۴–۲                             | باشگاه فوتبال بوتو پلوودیو      | ۴–۱      | ۰–۱             |
| باشگاه فوتبال وولرنگا                  | 3–6                             | باشگاه فوتبال لگیا ورشو         | 2–2      | 1–4             |
| باشگاه فوتبال لوزان-اسپورت             | 4–4 (قانون گل زده در خانه حریف) | باشگاه فوتبال کالمار            | 2–1      | 2–3             |
| باشگاه فوتبال کوتکان تیووائن پالویلیات | 0–5                             | باشگاه فوتبال باستیا            | 0–0      | 0–5             |
| باشگاه فوتبال دینامو تفلیس             | 4–2                             | باشگاه فوتبال گراتس             | 2–0      | 2–2             |
| باشگاه فوتبال انوسیس نئون پارالیمنی    | ۱–۸                             | باشگاه ورزشی واشاش              | 1–0      | 0–8             |
| Floriana                               | 1–12                            | باشگاه فوتبال استاندارد لیژ     | 1–3      | 0–9             |
| باشگاه فوتبال وایله بلدکلوب            | 2–4                             | باشگاه فوتبال پورتو             | 2–1      | 0–3             |
| Ballymena United                       | 0–6                             | باشگاه فوتبال آ.اس. رم          | 0–2      | 0–4             |

## دور دوم
| تیم ۱                             | نتیجه‌نهایی                  | تیم ۲                            | بازی رفت | بازی برگشت      |
| --------------------------------- | --------------------------- | -------------------------------- | -------- | --------------- |
| باشگاه فوتبال دانداک              | 1–2                         | باشگاه فوتبال تاتنهام هاتسپر     | 1–1      | 0–1             |
| باشگاه فوتبال زسکا روستوف-نا-دونو | 1–2                         | باشگاه فوتبال آینتراخت فرانکفورت | 1–0      | 0–2             |
| باشگاه فوتبال لوکوموتیو لایپزیگ   | 2-2 (ضربات پنالتی (فوتبال)) | Velež Mostar                     | 1–1      | 1–1 (وقت اضافه) |
| دوکلا پراگ                        | 1–4                         | باشگاه فوتبال بارسلونا           | 1–0      | 0–4             |
| باشگاه فوتبال لگیا ورشو           | 3–2                         | باشگاه فوتبال لوزان-اسپورت       | 2–1      | 1–1             |
| باشگاه فوتبال باستیا              | 2–4                         | باشگاه فوتبال دینامو تفلیس       | 1–1      | 1–3             |
| باشگاه ورزشی واشاش                | 1–4                         | باشگاه فوتبال استاندارد لیژ      | 0–2      | 1–2             |
| باشگاه فوتبال پورتو               | 2–0                         | باشگاه فوتبال آ.اس. رم           | 2–0      | 0–0             |

## یک‌چهارم نهایی
| تیم ۱                           | نتیجه‌نهایی | تیم ۲                            | بازی رفت | بازی برگشت |
| ------------------------------- | ---------- | -------------------------------- | -------- | ---------- |
| باشگاه فوتبال تاتنهام هاتسپر    | 3–2        | باشگاه فوتبال آینتراخت فرانکفورت | 2–0      | 1–2        |
| باشگاه فوتبال لوکوموتیو لایپزیگ | 2–4        | باشگاه فوتبال بارسلونا           | 0–3      | 2–1        |
| باشگاه فوتبال لگیا ورشو         | 0–2        | باشگاه فوتبال دینامو تفلیس       | 0–1      | 0–1        |
| باشگاه فوتبال استاندارد لیژ     | 4–2        | باشگاه فوتبال پورتو              | 2–0      | 2–2        |

## نیمه‌نهایی
| تیم ۱                        | نتیجه‌نهایی | تیم ۲                       | بازی رفت | بازی برگشت |
| ---------------------------- | ---------- | --------------------------- | -------- | ---------- |
| باشگاه فوتبال تاتنهام هاتسپر | 1–2        | باشگاه فوتبال بارسلونا      | 1–1      | 0–1        |
| باشگاه فوتبال دینامو تفلیس   | 0–2        | باشگاه فوتبال استاندارد لیژ | 0–1      | 0–1        |

## فینال
| باشگاه فوتبال بارسلونا                 | ۲–۱             | باشگاه فوتبال استاندارد لیژ |
| -------------------------------------- | --------------- | --------------------------- |
| آلان سیمونسن ۴۵+۲' · انریکه کاسترو ۶۳' | Report Report 2 | Vandersmissen ۸'            |

## گلزنان برتر
| رتبه | بازیکن            | تیم                             | گل |
| ---- | ----------------- | ------------------------------- | -- |
| ۱    | Eddy Voordeckers  | باشگاه فوتبال استاندارد لیژ     | ۶  |
| ۱    | Ramaz Shengelia   | باشگاه فوتبال دینامو تفلیس      | ۶  |
| ۳    | آلان سیمونسن      | باشگاه فوتبال بارسلونا          | ۵  |
| ۴    | Guy Vandersmissen | باشگاه فوتبال استاندارد لیژ     | ۴  |
| ۵    | بلا ورادی         | باشگاه ورزشی واشاش              | ۳  |
| ۵    | مارک فالکو        | باشگاه فوتبال تاتنهام هاتسپر    | ۳  |
| ۵    | Mick Fairclough   | باشگاه فوتبال دانداک            | ۳  |
| ۵    | Enrique Morán     | باشگاه فوتبال بارسلونا          | ۳  |
| ۵    | انریکه کاسترو     | باشگاه فوتبال بارسلونا          | ۳  |
| ۵    | روژه میلا         | باشگاه فوتبال باستیا            | ۳  |
| ۵    | Robert Kok        | باشگاه فوتبال لوزان-اسپورت      | ۳  |
| ۵    | Janusz Baran      | باشگاه فوتبال لگیا ورشو         | ۳  |
| ۵    | دیتر کوهن         | باشگاه فوتبال لوکوموتیو لایپزیگ | ۳  |
| ۵    | اوه سوتسشه        | باشگاه فوتبال لوکوموتیو لایپزیگ | ۳  |
| ۵    | Simon Tahamata    | باشگاه فوتبال استاندارد لیژ     | ۳  |